# Liste der Pässe im Landkreis Lörrach

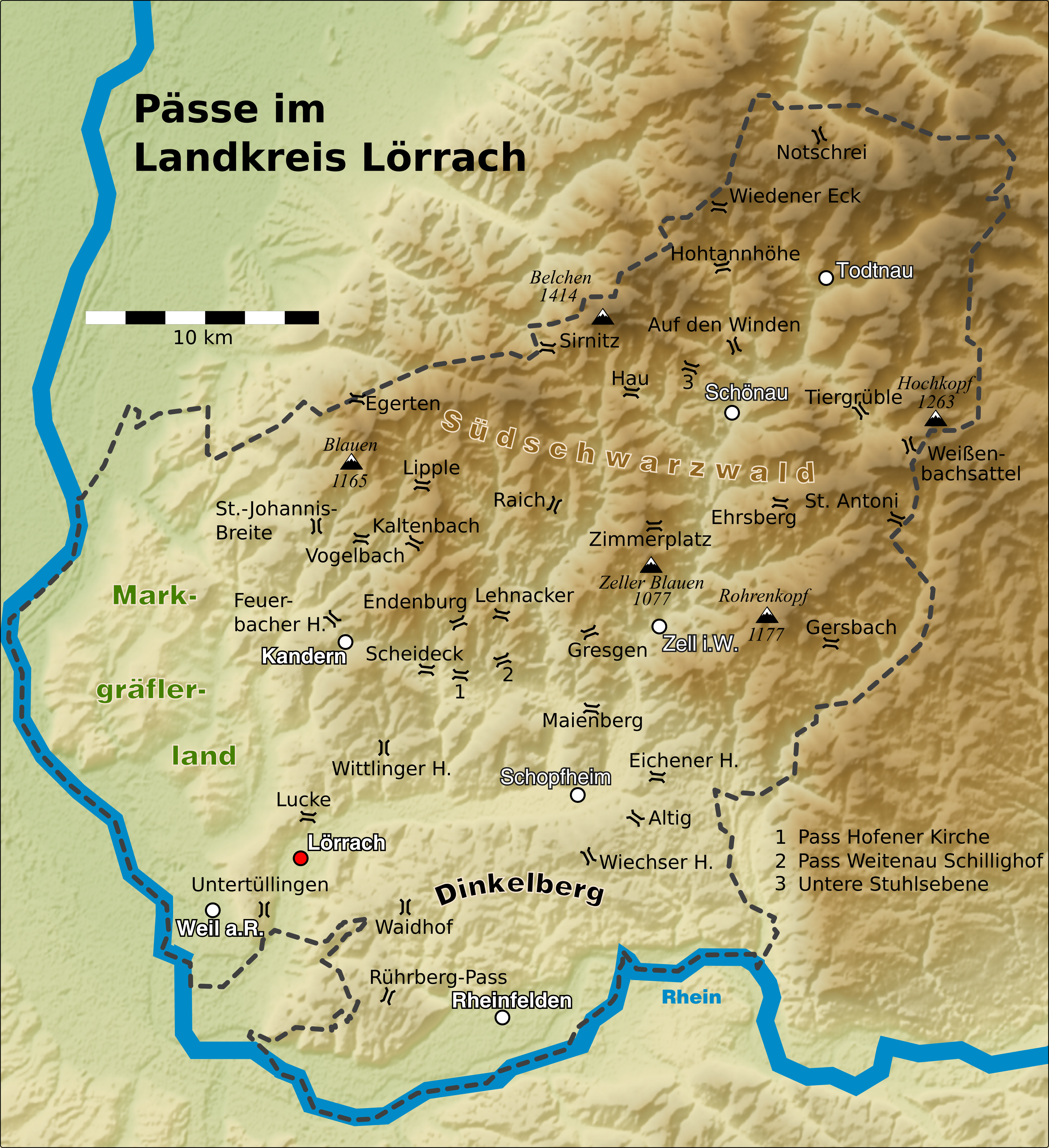
Karte der Pässe und Gebirgsstraßen im Landkreis Lörrach

Die Liste der Pässe im Landkreis Lörrach führt Pass- und Gebirgspassstraßen im Landkreis Lörrach auf. Aufgeführt sind alle Pässe, deren Passhöhe ganz oder teilweise im Landkreis liegt. Pässe, deren Rampen, nicht aber deren Passhöhe, im Kreisgebiet liegen, sind nicht gelistet, aber im nachfolgenden Abschnitt gesondert kurz erwähnt. Passübergänge ohne einen spezifischen Namen – meist, wenn der Passübergang durch eine Ortschaft führt – sind mit (*) gekennzeichnet. Die meisten Passübergänge im Landkreis überwinden die Höhen des Schwarzwaldes, eine geringere Anzahl der Pässe führt über den Dinkelberg.
Nicht als Pässe sind Bergstraßen erfasst, die an einem Punkt enden und damit Sackgassen bilden. Diese Stichstraßen sind in einer gesonderten Liste aufgeführt.

## Liste der Pässe und Gebirgsstraßen
Die Liste ist standardmäßig nach der Passhöhe bzw. dem Kulminationspunkt der Gebirgsstraße sortiert, kann aber auch anhand anderer Kriterien sortiert werden.
In der Liste werden folgende Bezeichnungen verwendet:
- Name: Name des Passes. Die mit (*) gekennzeichnete Pass- oder Gebirgsübergänge haben in der Literatur keine eigenständige Bezeichnung. Der Kulminationspunkt der Pass- oder Gebirgsstraße führt oft durch einen Ort oder befindet sich in deren Nähe. In diesen Fällen wird der Ort bzw. die treffendste geographische Bezeichnung zur Kennzeichnung verwendet.
- Höhe: Höhe des Kulminationspunktes in m ü. NHN
- Verbindung zwischen: gibt an, welche Orte miteinander über den Pass oder Gebirgsstraße erreichbar sind und als Fußpunkte der Pass- oder Gebirgsstraße gelten
- Ausbau: Straßennummer, -gattung oder -name
- Koordinate: geographische Koordinate (externe Karte aufrufbar)
- Bild: Fotografie vom höchsten Punkt oder eines charakteristischen Ausblicks

Hinweis: Die Angaben in der Tabelle sind in den jeweiligen Hauptartikeln belegt. Die geografischen Daten sind auch über die vorhandene Geo-Koordinate nachprüfbar.
| Passname                       | Höhe m ü. NHN | Verbindung zwischen                                                         | Ausbau                | Koordinaten                 | Bild |
| ------------------------------ | ------------- | --------------------------------------------------------------------------- | --------------------- | --------------------------- | ---- |
| Hohtannhöhe                    | 1179          | Aitern–Wiedener Eck                                                         | L 141 / K 6341        | 47° 49′ 46″ N, 7° 51′ 33″ O |      |
| Notschrei                      | 1120          | Oberried/Freiburg im Breisgau–Todtnau                                       | L 126 / L 124         | 47° 52′ 35″ N, 7° 54′ 34″ O |      |
| Sirnitzpass                    | 1079          | Badenweiler–Neuenweg, Zufahrt über Münstertal/Schwarzwald nach Haldenhof    | L 131 / L 130         | 47° 48′ 1″ N, 7° 46′ 41″ O  |      |
| Weißenbachsattel               | 1079          | Geschwend–Todtmoos Zufahrt über Herrenschwand und dem Tiergrüble (1068 m)   | L 151 bzw. K 6304     | 47° 45′ 44″ N, 7° 58′ 33″ O |      |
| Tiergrüble                     | 1068          | Schönau–Weißenbachsattel                                                    | K 6305 / K 6304       | 47° 46′ 37″ N, 7° 56′ 43″ O |      |
| St.-Antoni-Pass                | 1051          | Mambach–Todtmoos-Weg                                                        | L 146                 | 47° 44′ 41″ N, 7° 58′ 30″ O |      |
| Wiedener Eck                   | 1035          | Staufen im Breisgau–Utzenfeld Zufahrt auch über Aitern und der Hohtannhöhe  | L 123 / L 142         | 47° 50′ 42″ N, 7° 52′ 1″ O  |      |
| Egertenpass                    | 925           | Badenweiler–Kandern Zufahrt auch über den Lipplepass                        | L 140 / K 6350        | 47° 47′ 9″ N, 7° 43′ 16″ O  |      |
| Gersbach-Ebnet (*)             | 905           | Schopfheim–Todtmoos-Au Zufahrten auch von Atzenbach und Hausen im Wiesental | K 6352                | 47° 41′ 57″ N, 7° 55′ 24″ O |      |
| Ehrsberg (*)                   | 905           | Häg–Wembach-Au Zufahrt auch von Wühreloch                                   | L 146 / K 6303        | 47° 44′ 58″ N, 7° 54′ 51″ O |      |
| Lipple                         | 893           | Kandern–Tegernau                                                            | L 140                 | 47° 46′ 11″ N, 7° 44′ 46″ O |      |
| Auf den Winden                 | 840           | Aitern–Königshütte                                                          | Bergstraße/Kirchenweg | 47° 49′ 3″ N, 7° 53′ 25″ O  |      |
| Hau                            | 825           | Neuenweg–Wembach                                                            | L 131                 | 47° 47′ 44″ N, 7° 50′ 11″ O |      |
| Untere Stuhlsebene             | 825           | Böllental–Schönau                                                           |                       | 47° 47′ 59″ N, 7° 52′ 4″ O  |      |
| Zimmerplatz                    | 766           | Atzenbach/Adelsberg–Mambach                                                 | K 6301                | 47° 43′ 48″ N, 7° 51′ 49″ O |      |
| Raich (*)                      | 760           | Schwand–Holl                                                                | Raicher Ortsstraße    | 47° 45′ 0″ N, 7° 47′ 38″ O  |      |
| Kaltenbach (*)                 | 752           | Malsburg–Lütschenbach                                                       | Im Ecken              | 47° 45′ 20″ N, 7° 43′ 25″ O |      |
| Lehnacker (*)                  | 730           | Tegernau/Wieslet–Hofen/Fahrnbuck                                            | K 6309                | 47° 42′ 34″ N, 7° 45′ 51″ O |      |
| Gresgen (*)                    | 707           | Tegernau–Zell im Wiesental                                                  | L 140                 | 47° 42′ 40″ N, 7° 49′ 21″ O |      |
| Vogelbach (*)                  | 653           | Sitzenkirch–Malsburg                                                        | K 6313 / K 6312       | 47° 44′ 38″ N, 7° 41′ 53″ O |      |
| Endenburg (*)                  | 651           | Kandern–Hofen                                                               | K 6309                | 47° 42′ 36″ N, 7° 43′ 59″ O |      |
| Scheideckpass                  | 541           | Kandern–Schlächtenhaus                                                      | L 135                 | 47° 42′ 7″ N, 7° 42′ 19″ O  |      |
| Wiechser Höhe                  | 516           | Wiechs–Nordschwaben                                                         | K 6336                | 47° 37′ 40″ N, 7° 49′ 7″ O  |      |
| Rührberg-Pass                  | 505           | Inzlingen–Wyhlen                                                            | K 6332                | 47° 34′ 17″ N, 7° 42′ 1″ O  |      |
| Maienberg                      | 491           | Enkenstein–Hausen im Wiesental                                              | K 6348                | 47° 40′ 53″ N, 7° 49′ 34″ O |      |
| St.-Johannis-Breite            | 474           | Kandern–Badenweiler                                                         | L 132                 | 47° 44′ 36″ N, 7° 39′ 46″ O |      |
| Eichener Höhe                  | 473           | Schopfheim–Wehr                                                             | B518                  | 47° 38′ 49″ N, 7° 51′ 59″ O |      |
| Altig (*)                      | 467           | Schopfheim–Schwörstadt                                                      | K 6353                | 47° 37′ 59″ N, 7° 50′ 51″ O |      |
| Feuerbacher Höhe               | 454           | Feuerbach (Kandern)–Kandern                                                 | Feuerbacher Straße    | 47° 43′ 39″ N, 7° 38′ 46″ O |      |
| Waidhof                        | 450           | Lörrach–Rheinfelden                                                         | L 141 /               | 47° 36′ 1″ N, 7° 42′ 9″ O   |      |
| Wittlinger Höhe                | 437           | Haagen–Wittlingen                                                           | K 6344                | 47° 39′ 10″ N, 7° 40′ 4″ O  |      |
| Pass an der Hofener Kirche (*) | 427           | Schlächtenhaus–Weitenau                                                     | L 136                 | 47° 41′ 21″ N, 7° 44′ 58″ O |      |
| Pass Weitenau Schillighof (*)  | 420           | Weitenau–Wieslet                                                            | L 136                 | 47° 41′ 7″ N, 7° 46′ 50″ O  |      |
| Untertüllingen (*)             | 381           | Weil am Rhein–Lörrach                                                       | Baselweg              | 47° 36′ 1″ N, 7° 38′ 37″ O  |      |
| Lucke                          | 366           | Lörrach–Rümmingen                                                           | K 6354 bzw.           | 47° 37′ 51″ N, 7° 38′ 51″ O |      |

Nicht tabelliert ist der Feldbergpass auf einer Höhe von 1231,3 m ü. NHN (Lage). Zwar verläuft fast die komplette Südrampe auf dem Gebiet des Landkreises Lörrach, allerdings endet das Kreisgebiet rund 350 Meter westlich der Passhöhe, die von einer markanten Skibrücke über die Bundesstraße  gekennzeichnet ist.

## Liste von Berg-Stichstraßen (Auswahl)
Diese Liste enthält Straßen im Landkreis Lörrach, die als asphaltierte Bergstraßen für den motorisierten Verkehr auf Berggipfel, Almen, Wohnplätze oder Hochplateaus von mindestens 500 m führen, die nur über dieselbe Strecke nach unten führen.
In der Liste werden folgende Bezeichnungen verwendet:
- Name: Name bzw. Bezeichnung der Berg-Stichstraße
- Höhe: Höchster erreichbarer Punkt der Stichstraße in m ü. NHN, die Höhe des angegebenen Gipfels oder Ortsmittelpunktes kann davon abweichen
- Straßenlänge: Länge der Straße als Distanz zwischen der letzten Abzweigung und dem Endpunkt
- Durchschnittliche Steigung: Verhältnis zwischen den überwundenen Höhenmetern und dem Streckenverlauf
- Koordinate: Geokoordinate des Endpunktes der Stichstraße

| Name (Straße, Gipfel oder Ort)                                 | Höhe m ü. NHN | Straßenlänge in m | Durchschnittliche Steigung | Koordinaten                 |
| -------------------------------------------------------------- | ------------- | ----------------- | -------------------------- | --------------------------- |
| Belchenstraße (Gipfelstraße), Belchen                          | 1360          | 3700              | 6,9 %                      | 47° 49′ 11″ N, 7° 50′ 7″ O  |
| Gisibodenstraße, Gisiboden-Alm                                 | 1160          | 6500              | 8,6 %                      | 47° 49′ 7″ N, 7° 58′ 57″ O  |
| Hochblauenstraße (K 4948), Hochblauen                          | 1154          | 3000              | 8,0 %                      | 47° 46′ 38″ N, 7° 42′ 4″ O  |
| K 6307, Todtnauberg, Radschert bzw. Jugendherberge Todtnauberg | 1147          | 3700              | 6,0 %                      | 47° 51′ 31″ N, 7° 56′ 27″ O |
| Kühlenbronn, Wies                                              | 892           | 4500              | 6,5 %                      | 47° 46′ 34″ N, 7° 47′ 7″ O  |
| Altenstein, Wohnplatz Simmelebühl                              | 889           | 3900              | 6,7 %                      | 47° 43′ 39″ N, 7° 56′ 19″ O |
| Rohrberg, Wohnplatz Rohrberg                                   | 835           | 2700              | 9,4 %                      | 47° 43′ 2″ N, 7° 54′ 18″ O  |
| Fischenberg, Wies                                              | 814           | 3700              | 5,8 %                      | 47° 46′ 53″ N, 7° 45′ 48″ O |
| K 6305, Tunau                                                  | 776           | 3400              | 7,1 %                      | 47° 47′ 11″ N, 7° 55′ 39″ O |
| Michelrütte, Zinken Michelrütte                                | 733           | 3800              | 5,2 %                      | 47° 47′ 29″ N, 7° 54′ 47″ O |
| K 6343, Schloss Bürgeln                                        | 633           | 2200              | 7,8 %                      | 47° 45′ 9″ N, 7° 40′ 43″ O  |
| K 6335, Hägelberg, Festplatz                                   | 515           | 2500              | 7,3 %                      | 47° 39′ 50″ N, 7° 43′ 29″ O |

### Gedruckte Kartenwerke
- Topografische Karte des Landkreises Lörrach 1:50000, Landesarchivdirektion Baden-Württemberg, Stuttgart 2015.
- Aus der Reihe der Topographischen Karten Baden-Württemberg im Maßstab 1:25000 folgende Blätter:
  - 8311 Lörrach, Topographische Karte Baden-Württemberg TK 25, 1:25000
  - sowie weiterhin analog: 8412 Rheinfelden, 8312 Schopfheim, 8313 Wehr, 8212 Malsburg-Marzell, 8213 Zell im Wiesental, 8214 St. Blasien, 8112 Staufen im Breisgau, 8113 Todtnau, 8114 Feldberg (Schwarzwald)

### Online-Karten
- Online verfügbarer Kartenviewer: Geoportal Raumordnung Baden-Württemberg des Ministeriums für Wirtschaft, Arbeit und Wohnungsbau, Abteilung Baurecht, Städtebau, Landesplanung in Baden-Württemberg
- Online verfügbare topografische Karte: SchwarzwaldTourenplaner der Schwarzwald Tourismus GmbH
- mapcoordinates.net – Online-Kartendienst um einer Geo-Koordinate eine Höhenmeterangabe zuzuordnen

- Karte mit allen Koordinaten:
- OSM |
- WikiMap